# Anoxia cingulata
Anoxia cingulata är en skalbaggsart som beskrevs av Sylvain Auguste de Marseul 1868. Anoxia cingulata ingår i släktet Anoxia och familjen Melolonthidae. Inga underarter finns listade i Catalogue of Life.